# Remulopygus simplex
Remulopygus simplex är en mångfotingart som beskrevs av Demange 1961. Remulopygus simplex ingår i släktet Remulopygus och familjen Harpagophoridae. Inga underarter finns listade i Catalogue of Life.